# Adick Koot
Adick Koot (* 16. srpna 1963, Eindhoven, Nizozemsko) je bývalý nizozemský fotbalový obránce a reprezentant. Velkou část své kariéry strávil v nizozemském klubu PSV Eindhoven, s nímž nasbíral řadů prvenství, stal se mj. vítězem Poháru mistrů evropských zemí 1987/88.
Mimo Nizozemsko působil na klubové úrovni ve Francii.

## Klubová kariéra
V Nizozemsku hrál za PSV Eindhoven (1983–1991), poté odešel do Francie, kde působil v klubech AS Cannes (1991–1998) a Lille OSC (1998–1999). V sezóně 1997/98 vedl tým AS Cannes jako hrající trenér.

## Reprezentační kariéra
Zúčastnil se Mistrovství světa hráčů do 20 let 1983 v Mexiku, kde byli mladí Nizozemci vyřazeni ve čtvrtfinále svými vrstevníky z Argentiny (prohra 1:2).
V A-mužstvu Nizozemska debutoval 23. 3. 1988 v přátelském utkání v Londýně proti týmu Anglie (remíza 2:2).
Celkem odehrál v letech 1988–1989 v nizozemském národním A-mužstvu 3 zápasy (mimo premiérového s Anglií ještě proti Itálii a Walesu), gól nevstřelil.